# 北条 (つくば市)
北条（ほうじょう）は、茨城県つくば市の地名。郵便番号は300-4231。
筑波山に程近い、つくば市筑波地区の中心地域であり、筑波地区（旧筑波町）で唯一の商店街を形成している地域である。

## 地理
つくば市北部、筑波研究学園都市周辺開発地区に位置し、東は小和田・小沢・山口、西は泉・君島・小泉、南は小田、北は杉木・漆所・神郡と接している。
- 池 - 大池（北条大池、桜の名所）
- 水路 - 北条用水（裏堀）

城山（じょうやま）と通称される多気山（たけやま）の南麓に位置する沖積平野にある。旧国道（茨城県道138号石岡つくば線）沿いには商業地や住宅地が形成されているが、周辺部は水田が広がる。

## 歴史

### 中世まで
縄文時代から弥生時代にかけての遺跡である中台遺跡のほか、円墳の八坂神社古墳や中台古墳群が見つかっている。古代から鎌倉時代には、多気氏が城山に多気城を構え勢力を持っていたが、八田知家らの策略にはまり没落した。多気氏が滅びると、八田知家の時家は、多気村東北部に、小田の支城を築き、北条城主北条七郎と称した。これから多気村は北条村と呼ばれるようになり、北条は小田氏の勢力下となった。この多気城は、戦国時代に大規模な改修が施されたものの、その理由は諸説あり、確定していない。また、寺院跡である北条日向廃寺跡や多気城とは別の城である北条城跡もある。小田氏が衰退した後には佐竹氏の勢力が台頭、佐竹派の真壁氏が北条に入った。

### 近世
江戸時代には、北条内町・北条中町・北条新町の3町に分かれ、それぞれ常陸国筑波郡に属した。為政者はたびたび変遷し、慶長7年（1602年）から天領となり、慶長15年（1610年）より佐久間勝之領（後の信濃長沼藩主）、元和2年（1615年）より天領（春日局化粧料）を経て寛永2年（1625年）より堀田正盛領、正盛の下総佐倉藩主就任により、寛永19年（1642年）から佐倉藩領、天和2年（1682年）より正盛の四男・正英が立藩した常陸北条藩領、元禄元年（1688年）に正英が没し天領に復した
。その後、元禄11年に土浦藩領に編入されて廃藩置県まで支配が続いた。
堀田氏が散在する民家を街道沿いに集めたため、3町は共に在郷町として発達し、主要道に沿う土蔵では、油・酒・大豆・米穀・綿などが取引された。また徳川家光が地足院中禅寺（現在の大御堂）に木曽のヒノキなどの資材を運び込むために開いた道を筑波山の登山道に転用したことから、その登山口としても賑わった。北条内町には堀田氏や土浦藩によって陣屋が設置された。明和3年（1766年）には、北条内町で大火が発生、74戸を焼く被害が出た。幕末になると、近隣の小田村（現在のつくば市小田）出身の長島尉信が多気城の遺構調査を実施し、『郁子園雑記』に城跡の略図を掲載している。

### 近代

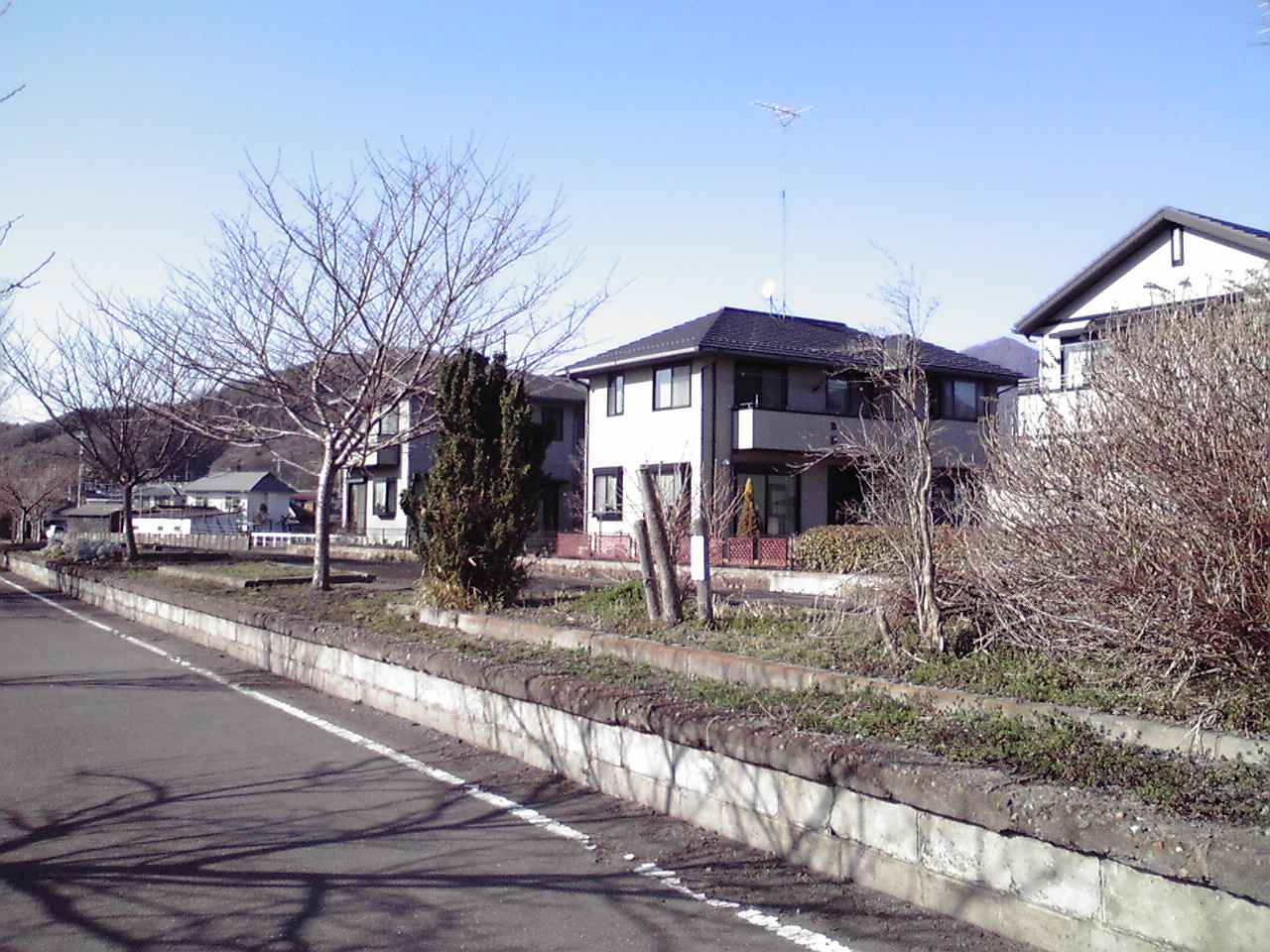
常陸北条駅跡地

明治時代になると、3町は合併して北条村となり、1887年（明治20年）9月30日に北条町に改称した。町村制施行時には、近隣の村々と合併して新しい北条町の1大字となった。北条には1872年（明治5年）に北条郵便受付所（後の筑波郵便局）、1874年（明治7年）に北条小学校、1877年（明治10年）に土浦警察署北条分署（1955年、筑波警察署として発足→1988年、つくば北警察署と改称→2020年、警察署の統合・廃止にともないつくば警察署つくば北警察センターとして改編）が相次いで設けられ、町村制施行後には北条町役場（後に筑波町役場）と土浦区裁判所北条出張所が置かれ、1918年（大正7年）には筑波鉄道開通に伴い、常陸北条駅が開業するなど、政治や経済の中心地として発達した。

### 現代

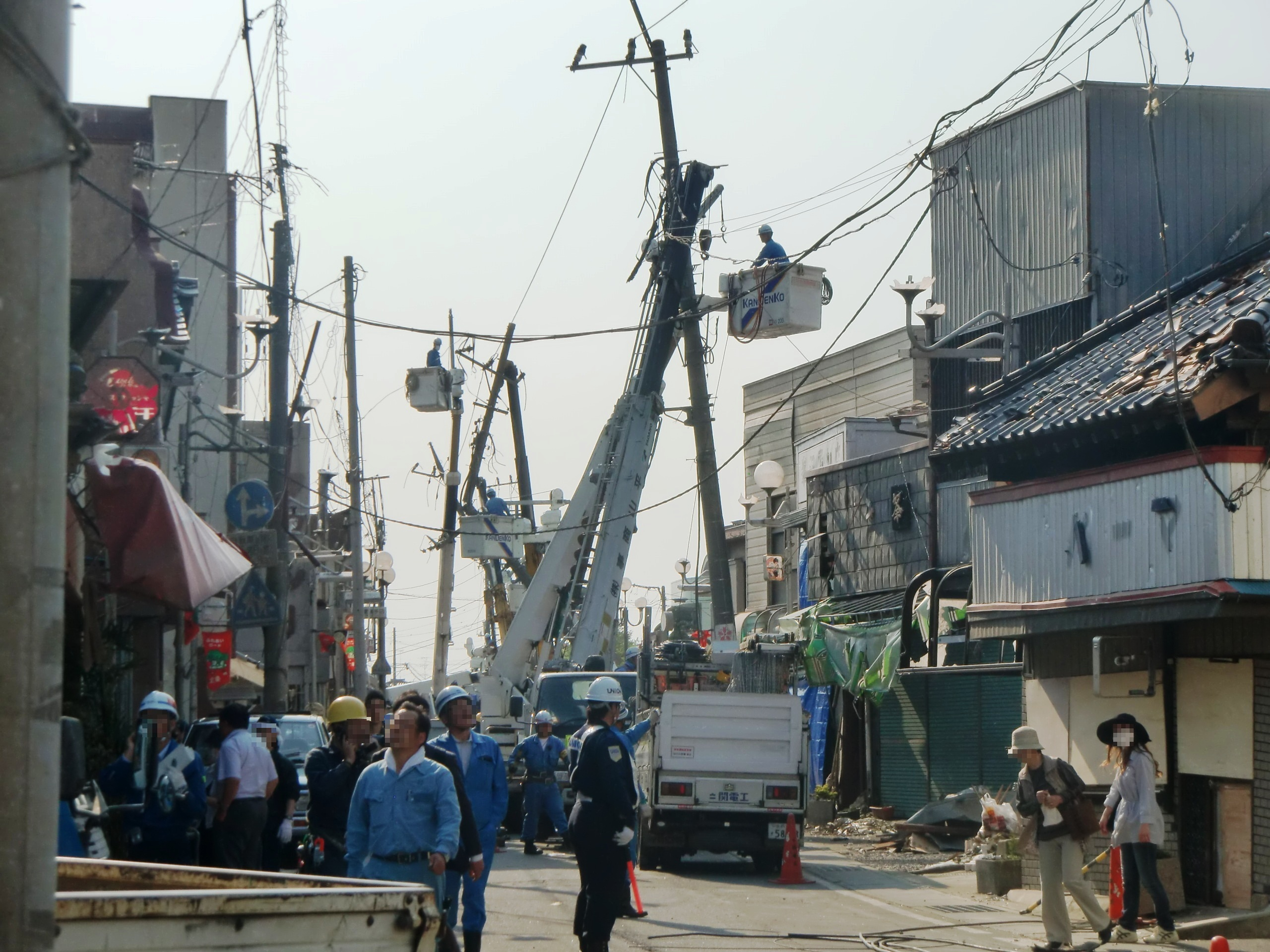
竜巻襲来後の商店街

第二次世界大戦後には、1950年（昭和25年）に茨城県立筑波高等学校の前身である茨城県立土浦第二高等学校北条分校が開校した。商業に関しては、1959年（昭和34年）に出された『筑波町建設基礎調査書』によると、当時の筑波町のおよそ3分の1の商店（金融・サービス業を含む）が集まっていた。北条が交通の要衝かつ公共機関が集まる地域であることから、周辺農村の購買力に支えられていたからである。しかしモータリゼーションの進展により、商店街の道路渋滞や駐車場不足が問題化したこと、土浦市や下妻市への購買力流出が進んだことにより、1976年（昭和51年）の筑波町外への購買力流出率は48％、筑波研究学園都市の勢力が台頭してきた1986年（昭和61年）には57％にのぼった。
2007年（平成19年）9月29日、地元の商店主や住民、筑波大学の教員・学生らが協同して「北条街づくり振興会」を結成、特産品の北条米を使った「北条米スクリーム」（北条米のアイスクリーム）の開発や北条市（ほうじょういち）を開くなど地域活性化に取り組んでいる。この活動が評価され、県内の商店街では唯一、「新・がんばる商店街77選」に選出された。
2012年（平成24年）5月6日午後1時頃、突風により当地区の一部の建物が被害を受け、死者1名・ケガ人が複数出た（つくば市竜巻災害）。気象庁は翌5月7日に、この突風現象は竜巻によるもので、強さは藤田スケールでF2と推定したと発表したが、6月8日にF3に変更された。

### 沿革
- 1889年（明治22年）- 筑波郡小泉村、泉村、君島村と合併し、筑波郡北条町大字北条となる。
- 1950年（昭和25年） - 北条の一部が田井村に編入される[11]。
- 1955年（昭和30年）- 筑波郡筑波町、田井村、小田村と合併し、筑波郡筑波町大字北条となる。
- 1988年（昭和63年）- つくば市と筑波町が合併し、つくば市大字北条となる。
- 2002年（平成14年）- 住所表記より「大字」が撤廃され、つくば市北条となる。

### 地名の由来
筑波郡を桜川で南北に分割した時、北側を北条と呼んだことに由来する。北条と呼ばれる以前は「多気邑」であったと『新編常陸国誌』にある。

### 世帯数と人口
2017年（平成29年）8月1日現在の世帯数と人口は以下の通りである。
| 大字 | 世帯数    | 人口    |
| ---- | --------- | ------- |
| 北条 | 1,206世帯 | 2,974人 |

### 人口の変遷
総数 [戸数または世帯数：  、人口：  ]
| 1721年（享保6年）  | 186戸 1,512人     |
| 1891年（明治24年） | 321戸 1,868人     |
| 1980年（昭和55年） | 1,032世帯 3,935人 |
| 2012年（平成24年） | 1,163世帯 3,199人 |

## 小・中学校の学区
市立小・中学校に通う場合、学区は以下の通りとなる。
| 番地 | 義務教育学校         |
| ---- | -------------------- |
| 全域 | 秀峰筑波義務教育学校 |

## 交通

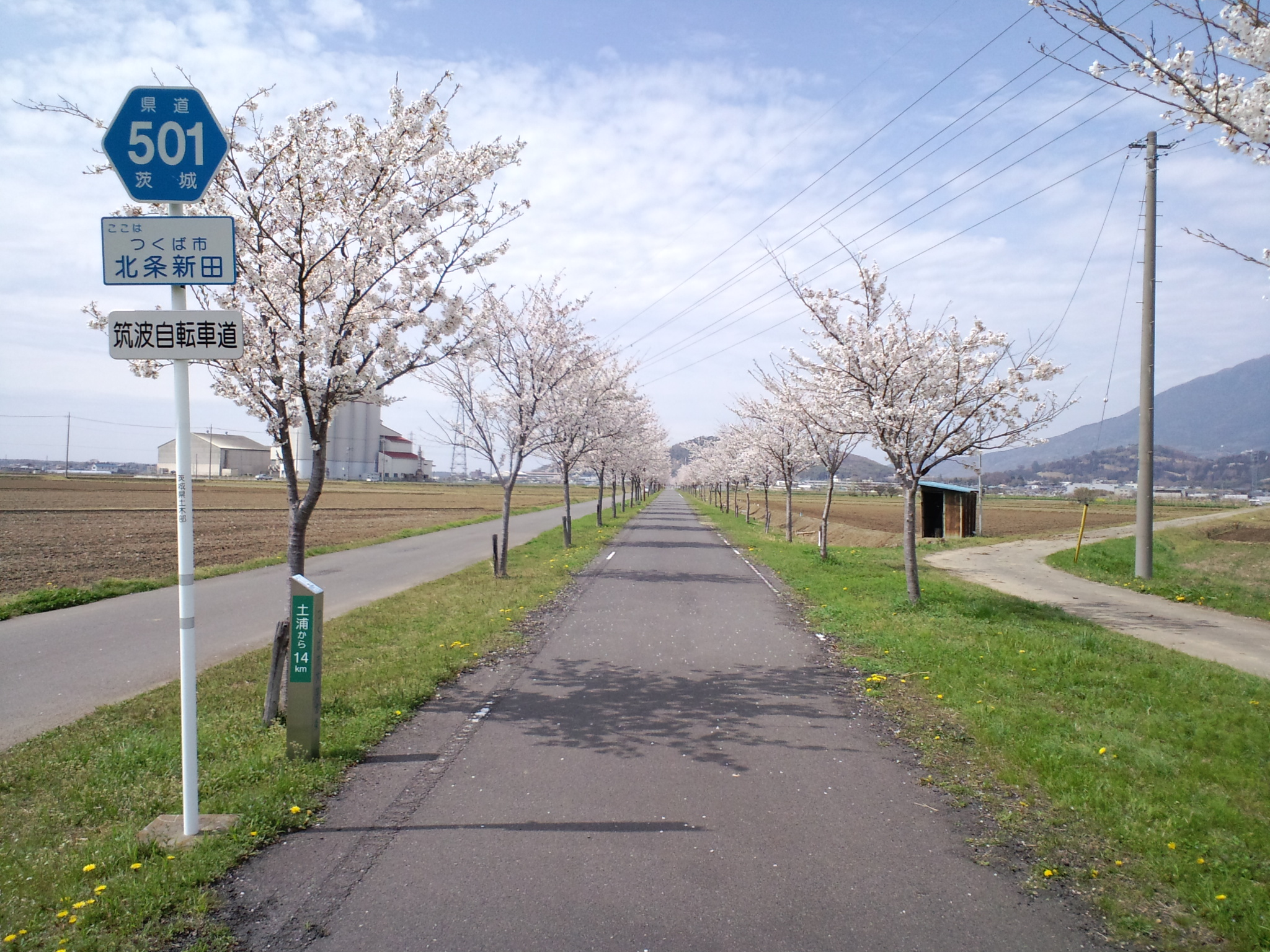
つくばりんりんロード（2010年4月）

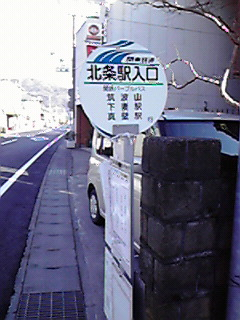
北条駅入口停留所（2009年3月15日撮影。真壁駅行きは既に廃止。）

### 路線バス
筑波山、つくばセンター（つくば駅）、土浦、下妻の4方面への路線が集まる。関東鉄道の筑波山口土浦線、下妻土浦線及びつくバス小田シャトルが北条停留所を含む中心部を経由する他、つくバス北部シャトルが筑波交流センター停留所を発着する。
- 関東鉄道：筑波山口・下妻駅・土浦駅
- つくバス
  - 小田シャトル：筑波交流センター / つくばセンター
  - 北部シャトル：筑波山口 / つくばセンター

### 道路
- 国道125号
- 茨城県道14号筑西つくば線
- 茨城県道19号取手つくば線
- 茨城県道138号石岡つくば線
- 茨城県道139号筑波山公園線（つくば道）
- 茨城県道213号長高野北条線
- 茨城県道501号桜川土浦自転車道線（つくばりんりんロード）

## 施設

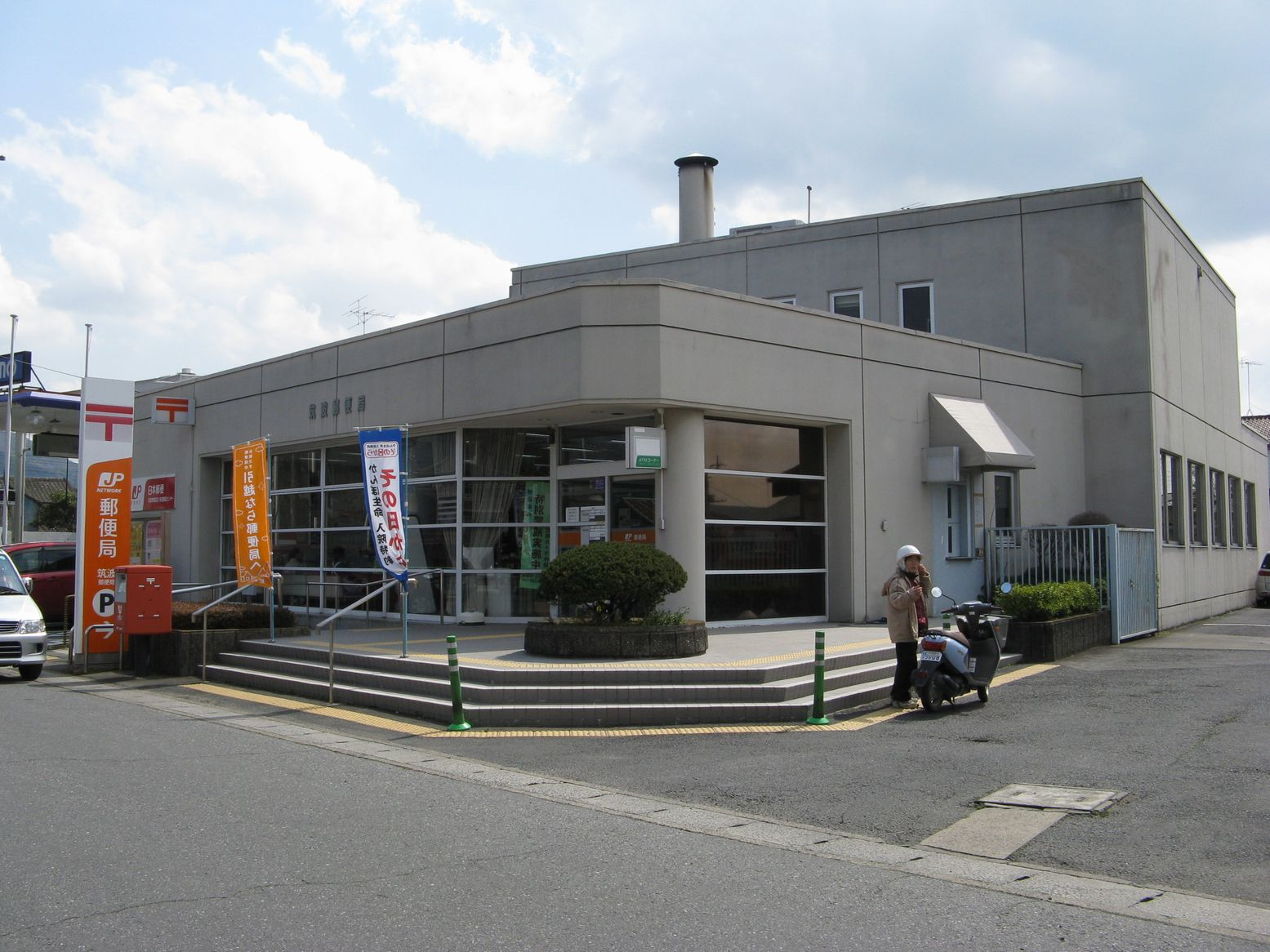
筑波郵便局

- つくば市役所筑波窓口センター
- つくば警察署つくば北警察センター
- つくば市立秀峰筑波義務教育学校
- 茨城県立筑波高等学校
- 筑波郵便局
- つくば市立病院
- 筑波中央病院
- 特別養護老人ホーム筑波園
- 介護老人保健施設アレーテルつくば
- 常陽銀行筑波支店
- 筑波銀行つくば北支店

## 出身者
- 市村瓚次郎 - 歴史学者、國學院大學第9代学長。
- 茂在寅男[20] - 航海計器学/考古学者、作家。
- 矢中龍次郎-実業家/発明家、油脂化工社（現 株式会社マノール）創業者、紫綬褒章受賞者

## 史跡

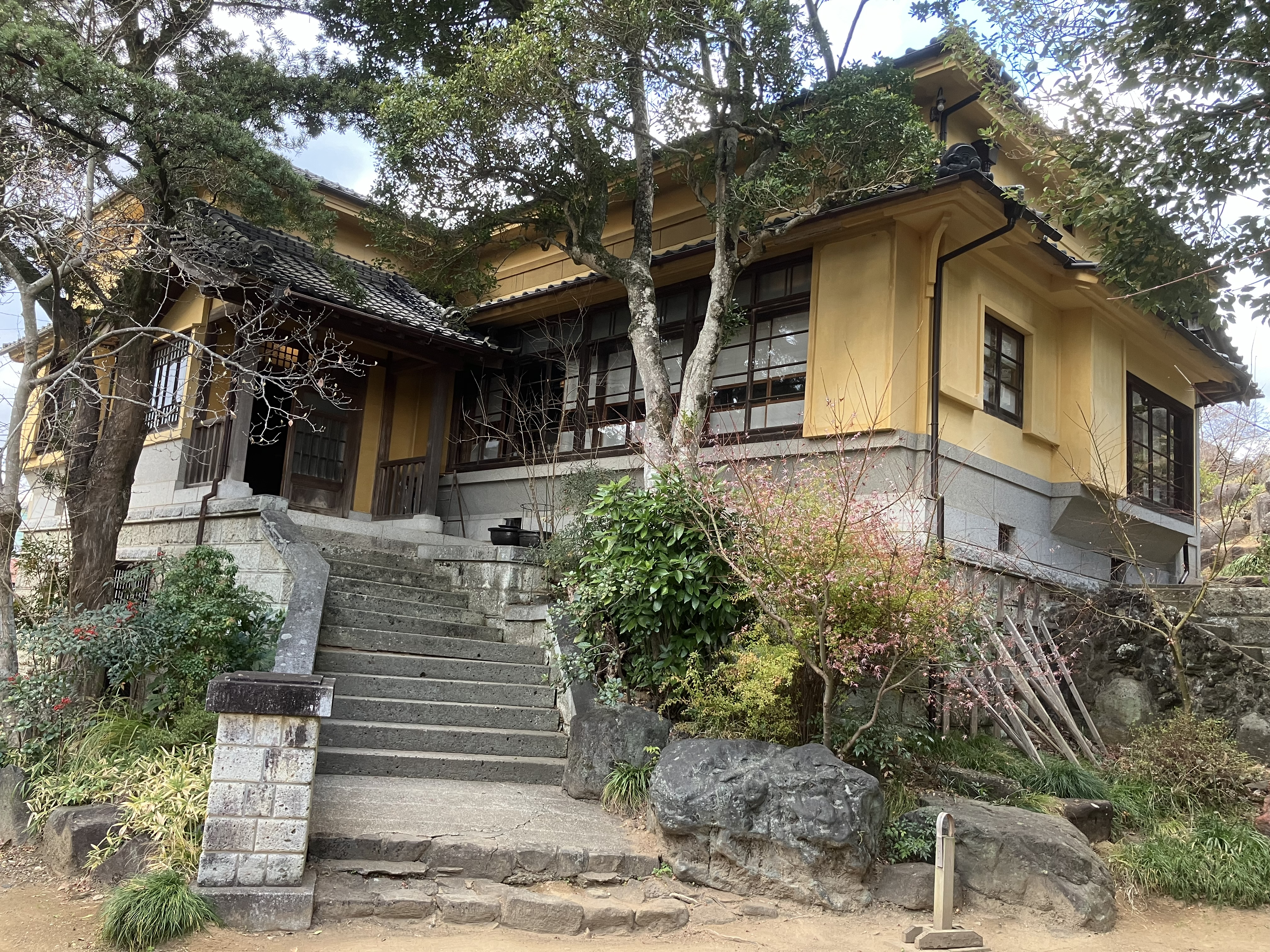
旧矢中家住宅本館（2023年12月）

- 多気城 - 多気山城、城山城とも称する。平安時代中期に平維幹（多気維幹）が築城したという説があるが、現在の遺構は戦国時代のものとされる。
- 北条城跡 - 多気氏没落後、小田氏が小田城の支城として築城したものと見られる[5]。城跡は小字古城に比定され[5]、現地はつくば市立北条小学校となっている。
- 多気太郎の墓 - 多気氏の6代義幹の墓とされる五輪塔。現在でも住民から「たきたろさま」と呼ばれ親しまれている[21]。
- 八坂神社 - 旧社格は村社。境内に茨城県指定有形文化財（工芸品）の石造五輪塔がある[8]。
- 北条日向遺跡（日向廃寺跡） - 寺院跡とされ、瓦・須恵器・土師器・花崗岩製の礎石などが発掘されている[8]。平安時代末期から鎌倉時代初期の遺構であることから、浄土思想を多気氏が受容していたのではないか、と考えられる[5]。
- 毘沙門天種子板碑 - 黒雲母方岩で構成された板碑であり、つくば市指定文化財のひとつである。
- 旧田村呉服店 - 大正期の建物。観光案内所「北条ふれあい館」として運用されている。
- 旧矢中家住宅 - 昭和初期の和風建築物。2023年9月25日に国の重要文化財に指定された[22][23][24]。